# Abbywinters

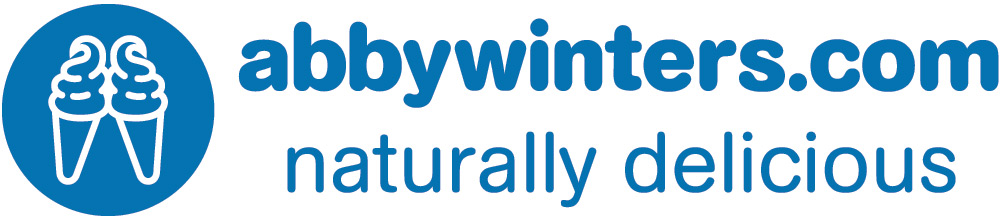
Logo

Abbywinters ist der Name einer australischen pornografischen Website (Abbywinters.com) und gleichzeitig der Name einer von dieser Website abgeleiteten Marke. Für eine ihrer DVDs erhielt Abbywinters 2008 einen AVN Award.

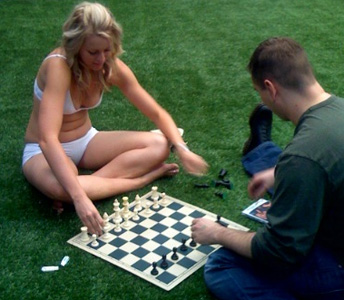
Abby-Winters-Model spielt im Rahmen einer Werbeaktion für die Website Schach mit einem Fan während der AVN-Awards 2008.

Die Website Abbywinters.com ging am 8. Oktober 2000 online. Von Beginn an rankten sich um die Person der vorgeblich weiblichen Abby Winters von den Machern der Website geschürte Gerüchte und Legenden. Gemeinsam mit einem Freund, Garion Hall, soll die Site eher aus einem Spaß heraus entstanden sein. Bislang gibt es zwar mehrere Interviews, aber keine Bilder von Abby Winters. Es wird davon ausgegangen, dass der CEO und Besitzer der Site, Hall, alleiniger Initiator der Site ist und keine Frau hinter dem realen Namen oder dem Pseudonym Abby Winters steht. Wahrscheinlicher Grund für diese Scharade ist der Charakter der Website. Die Macher spielen damit, dass die angebotenen Bilder und Videos, abgesehen von etwa einem halben Dutzend Sets, die heterosexuelle Paare beim Geschlechtsverkehr zeigen, auch von Frauen produziert werden. Abgesehen von der Anfangszeit, in der auch Hall für Aufnahmen zuständig war, werden seit Jahren nur noch Frauen an den Kameras eingesetzt, von denen ein Großteil selbst Model für die Website war.
Das Profil der Site unterscheidet sich von vielen anderen pornografischen Websites. Als Modelle dienen zumeist normale australische Frauen im Alter von achtzehn bis Mitte zwanzig, die als Amateure zu erkennen sind. Sie posieren in ihren eigenen Kleidungsstücken und dürfen die Geschwindigkeit und den Inhalt der Aufnahmen weitgehend selbst bestimmen. Das Honorar richtet sich danach, was die Frauen zeigen und tun. Viele der Frauen entsprechen nicht zwingend dem medial verbreiteten Idealbild. 
Bis Mitte 2009 wurden Aufnahmen von etwa 1.200 Modellen gemacht und 370.000 Bilder sowie 4.000 Videos auf der Website angeboten. Es wird geschätzt, dass die Site 30.000 Abonnenten hat, die jeweils monatlich 30 A$ bezahlen.
2010 wurden das Unternehmen G Media, die Betreibergesellschaft von Abbywinters.com und weiterer Websites wie GirlsoutWest.com, BeautifulAgony.com, IShotMyself.com und IFeelmyself.com, von einem australischen Gericht zu einer Geldstrafe von 6000 A$ wegen Verstößen gegen Zensurbestimmungen des Bundesstaats Victoria verurteilt. Infolgedessen verlegte Abbywinters.com ihren Standort nach Amsterdam.
Neben der Website werden auch DVDs mit demselben Inhalt vertrieben. In den USA gibt es eine Vertriebspartnerschaft mit Wicked Pictures. Um eine gewisse Anonymität der Amateurmodels zu wahren, werden die DVDs nicht in Australien vertrieben.
2008 gewann Abbywinters für die Serie Intimate Moments den AVN Award für die Best Amateur Series. 2006 und 2007 gewann Abbywinters den Preis für die Best Adult Website bei den Australian Adult Industry Awards.